# Flemming Povlsen
Flemming Povlsen (født 3. december 1966) er en tidligere dansk landsholdsspiller i fodbold. Han har været udlandsprofessionel i Spanien, Holland og Tyskland. Han nød sin største succes på klubplan for den tyske Bundesliga-klub Borussia Dortmund. Han har også spilllet på RM Castillia (Real Madrid B). Han har senest været assistenttræner i Odense Boldklub frem til sommeren 2014.
Siden har han haft forskellige trænerjobs, været lærer, instruktør og sportschef på Hessel Gods fodboldskole samt ekspertkommentator på tv ved fodboldtransmissioner.

## Karriere
Flemming Povlsen begyndte i ungdomsårene i den århusianske forstadsklub Viby IF, inden han i 1984 flyttede til byens flagskib, AGF.
I 1995 måtte han slutte sin karriere som fodboldinvalid, men helt fodboldinvalid var han nu ikke, da han 3 år senere kunne spille i 6 år fra 1998-2004 i Brabrand IF.

### Landsholdskarriere
Han nåede 62 A-landskampe og scorede 21 mål. Han var med, da Danmarks fodboldlandshold vandt Europamesterskabet i fodbold 1992.

## Privat
I et interview med det tyske sportssitespox.com fortalte Flemming Povlsen, at han i sin tid i Borussia Dortmund lagde vægt på at bo i centrum af Dortmund og på den måde altid var "blandt folk", også når det gik skidt. Efter eget udsagn var det også derfor, at han returnerede fra PSV Eindhoven til den tyske Bundesliga. Han kendte ligaen og var fortrolig med den tyske mentalitet. som han stadig rigtig godt kan lide. Flemming Povlsen taler tysk og anser sig selv som en slags ambassadør for Tyskland i Danmark.